# Cannes-Écluse
Cannes-Écluse is een gemeente in het Franse departement Seine-et-Marne (regio Île-de-France) en telt 2200 inwoners (1999). De plaats maakt deel uit van het arrondissement Provins.

## Geografie
De oppervlakte van Cannes-Écluse bedraagt 8,6 km², de bevolkingsdichtheid is 255,8 inwoners per km².

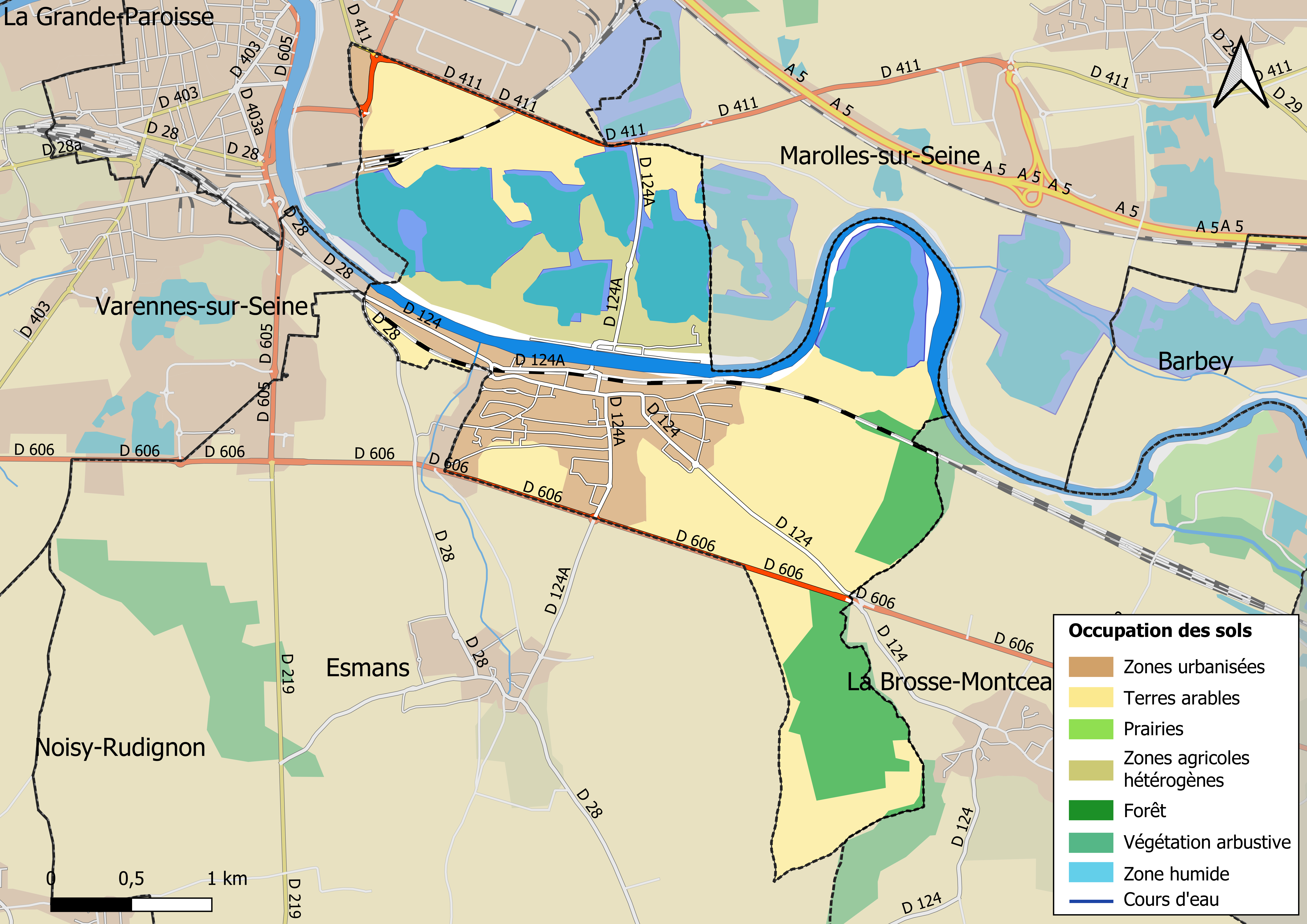
Kaart van de gemeente met de belangrijkste infrastructuur, bodemgebruik en omliggende gemeenten

## Demografie
Onderstaande figuur toont het verloop van het inwonertal (bron: INSEE-tellingen).

1. ↑  Populations de référence 2022.